# Bálint Éva
Bálint Éva (Gyergyótekerőpatak, 1979. december 18. –) magyar színésznő, a szombathelyi Weöres Sándor Színház alapító tagja.

## Életpályája
1998-tól a gyergyószentmiklósi Figura Stúdió Színház társulatának tagja volt, aztán 2000-ben sikeresen felvételizett a Marosvásárhelyi Művészeti Egyetem színész szakára. Diplomás színésznőként is pályáját a Figura Stúdió Színházban folytatta. 2008-tól Magyarországon él, a szombathelyi Weöres Sándor Színház alapító tagja. Férje Szabó Tibor színművész.

## Fontosabb színpadi szerepei

### Figura Stúdió Színház, Gyergyószentmiklós
- Petőfi Sándor: A helység kalapácsa... szereplő (2001)
- Anton Pavlovics Csehov: Lakodalom.....Vika, pincérlány (2005)
- Benedek Elek: Szerencsefi.....Xalma (2005)
- Molnár Ferenc: Üvegcipő.....Irma (2005)
- Wilhelm Hauff: Orros, a törpe.....Öregasszony, Urbán, Borbély, Fejedelem (2005)
- Georges Feydeau: Zsákbamacska.....Julie, Pacarel úr lánya (2005)
- Történetek a láthatatlan városból.....Légbenjáró (2006)
- Rókajáték (Ben Jonson Volpone c. pénzkomédiája alapján).....Célia, Corvino felesége (2006)
- Láng Zsolt: Télikert.....Éva (2006)
- Az ezeregyéjszaka meséiből: Abul Haszán, a Rosszcsont.....Dzsafár (2007)
- Bornemisza Péter: Magyar Elektra.....Elektra, Krizotemis (2007)
- Vaszilij Szigarjev: Fekete tej.....Pása Lavrentyeva (2007)
- Pierre-Augustin Caron de Beaumarchais: Figaro házassága.....Susann, Figaro jegyese (2008)
- Federico García Lorca: Yerma.....Fiatalasszony (2008)
- Thuróczy Katalin: Szandrosz.....Andromakhe (2008)
- Kiss Csaba: Világtalanok.....Ibolya (2008)
- Grimm fivérek: Jancsi és Juliska......Fotel (2008)

### Marosvásárhelyi Színművészeti Egyetem Stúdió Színháza, Marosvásárhely
- Carlo Goldoni: Legyező.....Candida, Giannina (2003)
- Carlo Goldoni: Mirandolina.....Mirandolina (2004)
- Federico García Lorca: Vérnász.....Szomszédasszony (2004)
- Heinrich von Kleist: Szomorújáték.....Meroe (2004)

### Weöres Sándor Színház, Szombathely
- Arisztophanész – Hamvai Kornél – Nádasdy Ádám: Lüzisztraté.....Peronoszpóra
- Euripidész: Médeia.....Dajka
- Szophoklész: Antigoné.....Antigoné
- William Shakespeare: Hamlet hazatér.....szereplő
- Anton Pavlovics Csehov: Cseresznyéskert.....Dunyása
- Anton Pavlovics Csehov: Sirály.....Polina Andrejevna, Samrajev felesége
- Lev Nyikolajevics Tolsztoj: Végállomás.....Fiatal nő
- Molière: Scapin furfangjai.....Jácint, Octave szerelmese
- Niccolò Machiavelli: Mandragóra.....Szilvia asszony, Luca édesanyja
- Victor Hugo: A király mulat.....Bérarde-né, Blanka nevelőnője
- Molnár Ferenc: Liliom.....Mari
- Molnár Ferenc: Az üvegcipő.....Kati, házmesterné
- Móricz Zsigmond: Rab oroszlán.....Juluka
- Móricz Zsigmond – Tóth Réka Ágnes: Kivilágos kivirradtig.....Dobyné Ágnes, Doby felesége
- László Miklós: Illatszertár.....Rátz kisasszony
- Háy János: A Herner Ferike faterja.....Asszony, a rendőr felesége, a Herner Ferike muterja
- Frances Hodgson Burnett – Jeles András: A kis lord.....Vécésnéni
- Neil Simon – Federico Fellini – Ennio Flaiano – Tullio Pinelli – Cy Coleman: Sweet Charity.....Ursula Ekberg
- Egressy Zoltán – Dömötör Tamás: 9700.....Szombathelyi lakos
- Czukor Balázs: Cudar világ (Mágnás Miska-parafrázis).....Stefánia, Korláthy gróf felesége
- Czukor Balázs – Surányi Nóra: Gátak és gátlások - Közösségi színház szülésről és születésről.....szereplő
- Czukor Balázs – Surányi Nóra: Home Bank.....szereplő
- Vajda Anikó – Valló Péter – Fábri Péter: Anconai szerelmesek.....Drusilla, római lány
- B. Török Fruzsina : Végállomás... Fiatal nő
- Georges Feydeau – Maurice Desvallières: A tartalék tartalékos.....Adrienn
- Georges Feydeau: Bolha a fülbe.....Olympe Ferraillon
- Robert Thomas: Nyolc nő.....Augustine néni
- Roberto Cossa: A dédi.....María, Carmelo felesége
- Moritz Rinke: Vineta Köztársaság.....Rosanna Seligmann, egyenesen Amerikából
- Petr Zelenka: Hétköznapi őrületek.....Anna
- Ferdinand von Schirach: Terror.....Franziska Mesier
- Robert Harling: Acélmagnóliák.....Truvy (a fodrászüzlet tulaja)
- Jacques Audiberti: Árad a gazság.....Nevelőnő
- Oleg és Vlagyimir Presznyakov: Terrorizmus.....Második nő
- Mike Leigh: Abigail bulija.....Susan
- Georges Feydeau: Kis hölgy a Maximból.....Valmonté hercegnő
- Hamvai Kornél: Márton partjelző fázik.....Denise
- Jelenetek 2 házasságból.....Juluka
- Shakespeare a mellényzsebben.....Török Éva, színésznő
- Szophoklész: Antigoné.....Antigoné
- Fazekas Mihály – Váradi Szabolcs: Lúdas Matyi.....Döbröginé
- Légrádi Gergely: Énis, teis.....A feleség
- Jerry Bock: Hegedűs a háztetőn.....Golde
- Hadar Galron: Mikve.....Chedva

## Film és sorozatszerepei
- Legyetek szeretettel (2023) – Kóczánné